# Palais de Frederiksberg
Ne doit pas être confondu avec Château de Frederiksborg.
La palais de Frederiksberg (Frederiksberg Slot en danois) est un ancien palais royal situé à Copenhague au Danemark, construit en 1703 sur un projet des architectes Ernst Brandenburger (en), puis pour les extensions Johan Conrad Ernst (en) et Lauritz de Thurah.
Le palais surplombe les jardins de Frederiksberg qui remontent au premier palais en 1703.
Le palais fut abandonné par la famille royale danoise au XIXe siècle et est occupé aujourd'hui par l'école militaire du Danemark.